# Arthur Lévy (Historiker)

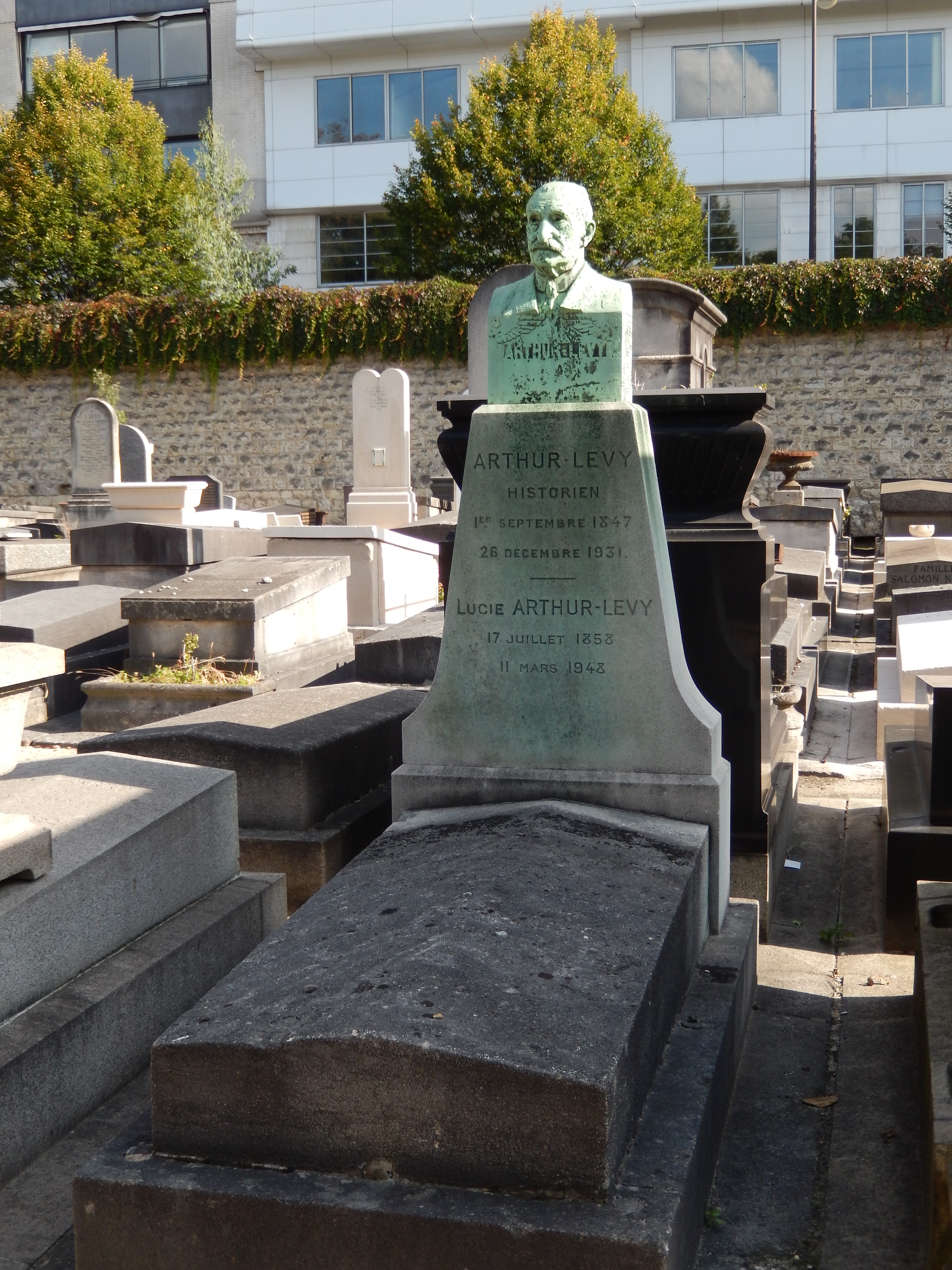
Grab von Arthur Lévy auf dem Cimetière Montparnasse

Arthur Lévy (1. September 1847 – 26. Dezember 1931) war ein französischer Historiker und Autor vieler Sachbücher.
Sein Forschungsschwerpunkt war das Erste Kaiserreich. Sein Buch Napoléon intime wurde zwischen 1893 und 2011 in mehreren Auflagen gedruckt.
Arthur Lévy ist auf dem Cimetière Montparnasse bestattet.

## Werke (Auswahl)
- Napoléon intime. Éditions Plon, Paris 1893.
- Napoléon et la paix. Éditions Plon, Paris 1902.
- Napoléon intime. Éditions Nelson, Paris 1902.
- 1914, août-septembre-octobre à Paris. Éditions Plon, Paris 1917.
- La Culpabilité de Louis XVI et de Marie-Antoinette. Éditions Sansot, Paris 1907.
- Le Service géographique de l’armée 1914–1918, les coulisses de la guerre. Éditions Berger-Levrault, Nancy/Paris/Strasbourg 1926.
- Un grand profiteur de guerre sous la Révolution, l’Empire et la Restauration, G.-J. Ouvrard. Éditions Calmann-Lévy, Paris 1929.